# Tal Wassit
Tal Wassit (tiếng Ả Rập: تل واسط), cũng đánh vần Tal Wasat và Tall Waset, là một ngôi làng Syria nằm ở Al-Ziyarah Nahiyah ở quận Al-Suqaylabiyah, Hama. Theo Cục Thống kê Trung ương Syria (CBS), nó có dân số 1254 trong cuộc điều tra dân số năm 2004.